# Percival W. Clement

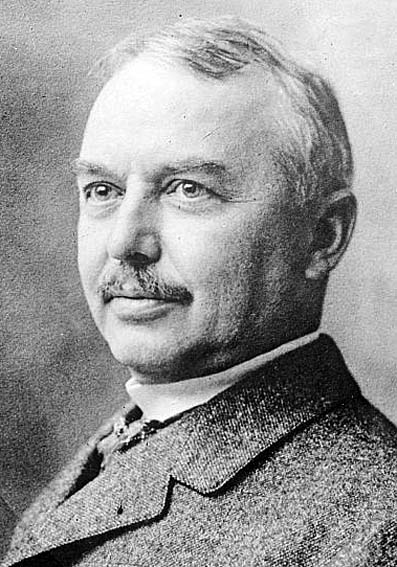
Percival W. Clement

Percival Wood Clement (* 7. Juli 1846 in Rutland, Rutland County, Vermont; † 9. Januar 1927 ebenda) war ein US-amerikanischer Politiker und von 1919 bis 1921 Gouverneur des Bundesstaates Vermont.

## Frühe Jahre
Percival Clement absolvierte das Trinity College in Hartford in Connecticut und arbeitete danach in der Firma Clement & Sons Marble, die seiner Familie gehörte. Dort wurde er 1871 einer der Teilhaber. Im Jahr 1876 verkaufte er seinen Anteil an die Rutland Marble Company. Anschließend wurde Clement auf verschiedenen anderen Gebieten geschäftlich tätig. Er war an der Rutland State Trust Company, der Clement National Bank, der Rutland-Railroad-Gesellschaft und der Zeitung „Rutland Herald“ beteiligt.

## Politischer Aufstieg
Clement wurde Mitglied der Republikanischen Partei. Zwischen 1892 und 1893 war er Abgeordneter im Repräsentantenhaus von Vermont. Von 1897 bis 1898 war er Bürgermeister von Rutland City, das er mitbegründet hatte, indem dieser Ortsteil aus Rutland Town ausgeklammert wurde. In den Jahren 1900 und 1901 gehörte er dem Staatssenat an. Sowohl 1902 als auch 1908 bewarb er sich erfolglos für das Amt des Gouverneurs seines Staates. Von 1911 bis 1912 war er nochmals Bürgermeister von Rutland. 1912 war Clement Vorsitzender einer Konferenz der Eisenbahnausschüsse der Neuenglandstaaten. Ein Jahr später wurde er Mitglied der Bildungskommission von Vermont und später war er im Sicherheitsausschuss seines Staates. Im Jahr 1918 wurde er dann doch noch zum Gouverneur gewählt.

## Gouverneur von Vermont
Percival Clement trat sein neues Amt am 9. Januar 1919 an. Er war ein Gegner des Frauenwahlrechts und der Prohibition, konnte aber deren Einführung auf Bundesebene und die Ratifizierung in Vermont nicht verhindern. Clement begnadigte auch seinen Amtsvorgänger Horace F. Graham, der wegen Veruntreuung von Geldern in seiner früheren Tätigkeit als Leiter des Rechnungshofes von Vermont verurteilt worden war. Während Clements Amtszeit wurden die Wehrpflichtigen des Ersten Weltkriegs mit insgesamt einer Million Dollar entschädigt.

## Weiterer Lebenslauf
Nach Ablauf seiner Amtszeit am 6. Januar 1921 widmete sich Clement wieder seinen geschäftlichen Interessen. Politisch wechselte er zur Demokratischen Partei über. Er starb im Januar 1927. Mit seiner Frau Maria H. Goodwin hatte er neun Kinder.